# The Art of War (álbum de Bone Thugs N-Harmony)
The Art of War es el tercer álbum de estudio del grupo estadounidense de hip-hop Bone Thugs N-Harmony, lanzado el 29 de julio de 1997 por el sello Ruthless Records. El álbum vendió 394.000 unidades en su primera semana de lanzamiento. Este álbum fue certificado como platino cuádruple por la RIAA en junio de 1998. Fue el primer álbum doble de Bone Thugs N-Harmony. El 10 de diciembre de 2013, fue lanzada una secuela titulada "The Art of War: World War III".

## Lista de canciones

### World War 1
| #  | Nombre                                         | Colabora  | Tiempo |
| -- | ---------------------------------------------- | --------- | ------ |
| 1  | "Retaliation" (Intro)                          | DJ U-Neek | 2:21   |
| 2  | "Handle the Vibe"                              |           | 4:40   |
| 3  | "Look into My Eyes"                            |           | 4:19   |
| 4  | "Body Rott"                                    |           | 5:01   |
| 5  | "It's All Mo' Thug"                            |           | 5:12   |
| 6  | "Ready 4 War"                                  | Maje$ty   | 4:36   |
| 7  | "Ain't Nothin Changed (Everyday Thang Part 2)" |           | 4:43   |
| 8  | "Clog Up Yo Mind"                              |           | 5:01   |
| 9  | "It's All Real"                                |           | 5:08   |
| 10 | "Hardtimes" (Interlude)                        |           | 2:49   |
| 11 | "Mind of a Souljah"                            |           | 4:39   |
| 12 | "If I Could Teach the World"                   |           | 4:24   |
| 13 | "Family Tree"                                  |           | 5:49   |

### World War 2
| #  | Nombre                           | Colabora | Tiempo |
| -- | -------------------------------- | -------- | ------ |
| 1  | "Mo' Thug" (Interlude)           |          | 1:40   |
| 2  | "Thug Luv"                       | 2Pac     | 5:08   |
| 3  | "Hatin Nation"                   |          | 5:12   |
| 4  | "7 Sign"                         | Maje$ty  | 4:48   |
| 5  | "Wasteland Warriors"             |          | 4:28   |
| 6  | "Neighborhood Slang" (Interlude) |          | 1:29   |
| 7  | "U Ain't Bone"                   |          | 5:04   |
| 8  | "Get Cha Thug On"                | Tre      | 4:02   |
| 9  | "All Original"                   |          | 4:58   |
| 10 | "Blaze It" (Interlude)           |          | 2:08   |
| 11 | "Let the Law End"                |          | 3:36   |
| 12 | "Whom Die They Lie"              |          | 4:24   |
| 13 | "Friends"                        |          | 5:10   |
| 14 | "Evil Paradise"                  |          | 4:48   |
| 15 | "Mo' Thug Family Tree"           | Mo Thugs | 5:37   |

- Datos: Q1754981